# بارخودار قازییان
بارخودار جاوادی قازییان (ارمنی: Բարխուդար Ջավադի Ղազիյան؛  زادهٔ ۱ ژانویهٔ ۱۹۲۳ - درگذشته ۱۸ ژوئن ۱۹۸۸) بازیگر، [[]] اهل ارمنستان بود.

## زندگی‌نامه
وی در ۱ ژانویه ۱۹۲۳ در آشان به دنیا آمد و از انستیتو دولتی هنری و نمایشی ایروان فارغ‌التحصیل گشت.  وی در ۱۸ ژوئن ۱۹۸۸ در سن ۶۵ سالگی در ایروان درگذشت.